# Agaricostilbaceae
Die vermutlich sehr ursprünglichen Agaricostilbaceae sind eine Ständerpilz-Familie innerhalb der Ordnung der Agaricostilbales. Es handelt sich dabei um überwiegend saprobiontisch lebende, auricularioide Pilze, die größtenteils in den Tropen und Subtropen verbreitet sind. Sie besitzen querseptierte Phragmobasidien und bilden ihre Basidiosporen auf eine hefenartige Weise. Ihre Hyphen sind im Gegensatz zu den meisten Ständerpilzen einfach septiert. Die Familie hat 24 beschriebene Arten, die sich über vier Gattungen verteilen.

## Merkmale
Die Fruchtkörper sind klein, gestielt, kopfig und nicht gallertig. Die Oberfläche ist mit Basidien bedeckt. Zystiden kommen nicht vor. Das Hyphensystem ist monomitisch und besteht aus mehr oder weniger hyalinen Hyphen mit einfachen Septen. Die Basidiosporen sind länglich, dickwandig und quer septiert. Sie bilden wiederholt Basidiosporen an kurzen, Sterigmen ähnlichen Auswüchsen. Die Basidiosporen sind hyalin und inamyloid. Anamorphe Stadien sind hefeartig und besitzen Zellen, die sowohl Knospen, als auch Endosporen bilden.

## Gattungen
Es sind vier Gattungen bekannt: Agaricostilbum, Bensingtonia und Sterigmatomyces, sowie die monotypische Gattung Amerobotryum.

## Verbreitung und Ökologie
Vertreter der Familie findet man zerstreut über die Tropen und Subtropen. Sicherlich ist die Familie weiter verbreitet, die saprob lebenden Pilze mit ihren sehr kleinen Fruchtkörpern werden aber wohl oft übersehen. Viele Arten findet man auf toten Palmen oder auf abgestorbenen Teilen davon.

## Bedeutung
Eine wirtschaftliche Bedeutung ist nicht bekannt. Die Pilze sind weder Speise- noch Giftpilze.